# Reiner Gaar
Reiner Gaar (* 1958 in Schwabach) ist ein deutscher Komponist, Kirchenmusikdirektor und Dozent an den Hochschulen für Musik in Bayreuth und Würzburg.

## Leben
Reiner Gaar studierte Kirchenmusik u. a. bei Zsolt Gárdonyi, Julian von Károlyi und Marta Sosińska in Bayreuth und Würzburg. Daran schloss er ein Orgel- und Improvisationsstudium bei Günther Kaunzinger und Daniel Roth an und besuchte Meisterkurse. Er war 1981 1. Preisträger beim Wettbewerb der kirchenmusikalischen Ausbildungsstätten in Deutschland. Er wirkte in der Kommission zur Erstellung des Choralbuchs für das Evangelische Gesangbuch mit. Er ist Kirchenmusikdirektor des Dekanates Castell und ist Prüfungsbeauftragter des Kirchenkreises Ansbach-Würzburg.
Gaar ist Autor zahlreicher Kompositionen für Orgel, Blechbläser und andere Instrumente. Er verfasste ein Lehrbuch zur Orgelimprovisation.

## Werke (Auswahl)
- Introduktion und Passacaglia (1991)
- Chomolungma (1996)
- Orgelimprovisation (Lehrplan und Arbeitshilfen) (1996)
- Festliche Oberstimmen zum Posaunen-Choralbuch (1997)
- Et resurrexit (2011)